# Trait slovène
Le Trait slovène est une race de chevaux de trait, originaire de la région de Gorenjska.

## Histoire
La race a été créée en croisant les chevaux Međimurje et Noriker avec l'influence du Trait belge et du Percheron. Originaire de la région du nord-est de la Slovénie, vers Gorenjska, elle a reçu le nom de slovenski hladnokrvni konj (Slovène sang-froid) en 1962 : à cette époque, presque tous les chevaux de trait d'origine inconnue présents en Slovénie ont été inclus à cette race.

## Description
son physique est harmonieux, avec une taille moyenne. Les étalons ont une hauteur au garrot d'au moins 1,50 m, et les juments d'au moins 1,48 m.
Le torse est profond et large, les jambes sont fermes, avec des articulations bien formées. La tête est modérément convexe, l'encolure moyennement longue, et le torse large et bien relié.
Les chevaux bais, alezans et noirs prédominent, mais les chevaux tachetés n'apparaissent pas.
Le Trait slovène est de nature bienveillante et calme.

## Utilisations
Par le passé, les chevaux de cette race étaient principalement utilisés comme chevaux de trait dans l'agriculture et les travaux forestiers. Désormais, ils sont principalement utilisés pour la traction à des fins touristiques, et moins souvent pour l'équitation. Une grande partie de la population est également destinée à l'élevage de poulains d'abattage, ainsi qu'à la production et à la transformation du lait de jument.

## Diffusion de l'élevage
Cette race est répandue dans toute la Slovénie. Selon les critères de risque, la population est en danger d'extinction.